# Episodi di Ai confini della realtà (serie televisiva 1959) (prima stagione)

Burgess Meredith nel celebre episodio Tempo di leggere (1959), il primo ad essere trasmesso in Italia.

La prima stagione della serie televisiva Ai confini della realtà, formata da 36 episodi, è stata trasmessa per la prima volta negli USA dal 2 ottobre 1959 al 1º luglio 1960: di seguito sono elencati i riassunti e i dettagli degli episodi, i registi, gli sceneggiatori e gli interpreti.
L'unico elemento in comune, oltre alla sigla e ai temi generali, è la presenza dell'ideatore Rod Serling come voce narrante: gli episodi sono autoconclusivi e della durata di circa 25 minuti ognuno.
In Italia la serie iniziò a essere trasmessa per la prima volta dalla RAI il 14 aprile 1962: successivamente, gli episodi vennero trasmessi in modo discontinuo (12 episodi tra il 1969 e il 1979). Dopo un decennio di mancanza dagli schermi, nei primi anni ottanta la serie riprese sull'emittente Italia 1 (dove vennero doppiati e mandati in onda i rimanenti episodi della 1ª stagione).
| nº | Titolo originale                     | Titolo italiano                   | Prima TV USA     | Prima TV Italia   |
| -- | ------------------------------------ | --------------------------------- | ---------------- | ----------------- |
| 1  | Where Is Everybody?                  | La barriera della solitudine      | 2 ottobre 1959   | 14 gennaio 1971   |
| 2  | One for the Angels                   | Un discorso per gli angeli        | 9 ottobre 1959   | 29 maggio 1962    |
| 3  | Mr. Denton on Doomsday               | Al Denton nel giorno del giudizio | 16 ottobre 1959  | '80               |
| 4  | The Sixteen-Millimeter Shrine        | Il sarcofago                      | 23 ottobre 1959  | '80               |
| 5  | Walking Distance                     | La giostra                        | 30 ottobre 1959  | 12 giugno 1962    |
| 6  | Escape Clause                        | La clausola                       | 6 novembre 1959  | '80               |
| 7  | The Lonely                           | Solitudine                        | 13 novembre 1959 | '80               |
| 8  | Time Enough at Last                  | Tempo di leggere                  | 20 novembre 1959 | 14 aprile 1962    |
| 9  | Perchance to Dream                   | Un sogno lungo un attimo          | 27 novembre 1959 | '80               |
| 10 | Judgment Night                       | La notte del giudizio             | 4 dicembre 1959  | '80               |
| 11 | And When the Sky Was Opened          | Quando il cielo fu aperto         | 11 dicembre 1959 | '80               |
| 12 | What You Need                        | Chi troppo vuole                  | 25 dicembre 1959 | 14 ottobre 1962   |
| 13 | The Four of Us Are Dying             | Morire in quattro                 | 1º gennaio 1960  | '80               |
| 14 | Third from the Sun                   | Il terzo dal Sole                 | 8 gennaio 1960   | '80               |
| 15 | I Shot an Arrow Into the Air         | Una freccia verso il Sole         | 15 gennaio 1960  | 28 gennaio 1971   |
| 16 | The Hitch-Hiker                      | L'autostoppista                   | 22 gennaio 1960  | '80               |
| 17 | The Fever                            | La febbre                         | 29 gennaio 1960  | 28 settembre 1962 |
| 18 | The Last Flight                      | L'ultimo volo                     | 5 febbraio 1960  | 21 ottobre 1962   |
| 19 | The Purple Testament                 | Il testamento purpureo            | 12 febbraio 1960 | '80               |
| 20 | Elegy                                | Tre uomini nello spazio           | 19 febbraio 1960 | 7 ottobre 1962    |
| 21 | Mirror Image                         | Immagine allo specchio            | 26 febbraio 1960 | '80               |
| 22 | The Monsters Are Due on Maple Street | I mostri di Maple Street          | 4 marzo 1960     | '80               |
| 23 | A World of Difference                | L'avventura di Arthur Curtis      | 11 marzo 1960    | 12 aprile 1964    |
| 24 | Long Live Walter Jameson             | Lunga vita a Walter Jameson       | 18 marzo 1960    | '80               |
| 25 | People Are Alike All Over            | Gente come noi                    | 25 marzo 1960    | '80               |
| 26 | Execution                            | Esecuzione                        | 1º aprile 1960   | '80               |
| 27 | The Big Tall Wish                    | Il desiderio dei desideri         | 8 aprile 1960    | '80               |
| 28 | A Nice Place to Visit                | L'altro posto                     | 15 aprile 1960   | 26 dicembre 1979  |
| 29 | Nightmare as a Child                 | Un incubo dal passato             | 29 aprile 1960   | '80               |
| 30 | A Stop at Willoughby                 | Una sosta a Willoughby            | 6 maggio 1960    | '80               |
| 31 | The Chaser                           | Miele amaro                       | 13 maggio 1960   | '80               |
| 32 | A Passage for Trumpet                | Una tromba d'oro                  | 20 maggio 1960   | '80               |
| 33 | Mr. Bevis                            | Il signor Bevis                   | 3 giugno 1960    | '80               |
| 34 | The After Hours                      | Ore perdute                       | 10 giugno 1960   | 20 luglio 1969    |
| 35 | The Mighty Casey                     | L'invincibile Casey               | 17 giugno 1960   | 21 giugno 1969    |
| 36 | A World of His Own                   | Un mondo su misura                | 1º luglio 1960   | '80               |

## La barriera della solitudine
- Titolo originale: Where Is Everybody?
- Diretto da: Robert Stevens
- Scritto da: Rod Serling

### Trama
Mike Ferris, un uomo in divisa dell'aeronautica, si ritrova senza memoria in una città incomprensibilmente disabitata. Nonostante il vuoto che lo circonda, Mike si sente osservato e, mentre cerca segni di vita intorno a sé, la sua angoscia cresce sempre di più. Colto dall'esasperazione, preme disperatamente l'interruttore per pedoni di un semaforo, chiedendo aiuto.
- Interpreti: Earl Holliman (Mike Ferris), James Gregory (Generale Air Force).
- Musiche di: Bernard Herrmann.

## Un discorso per gli angeli
- Titolo originale: One for the Angels
- Diretto da: Robert Parrish
- Scritto da: Rod Serling

### Trama
Louis Bookman è un commerciante ambulante. Un giorno tornando a casa dal lavoro trova la Morte, nei panni di un giovane uomo. Questi gli annuncia che la sua dipartita è fissata per la mezzanotte dello stesso giorno. Ma Louis riesce a ottenere una dilazione, fino a quando non avrà pronunciato un discorso da venditore così bello, così convincente che persino gli angeli lo ascolteranno. Bookman crede di aver imbrogliato la morte, non avendo alcuna intenzione di pronunciare quel discorso. Ma poco dopo la sua piccola amica Maggie viene investita da un'auto: la Morte, per ripicca, decide di prendersi la bambina quella stessa mezzanotte. Allora Bookman, sentendosi in colpa e ormai arresosi al suo triste destino, decide di pronunciare il "discorso per gli angeli" e di seguire infine la Morte, salvando così la vita alla piccola Maggie.
- Interpreti: Ed Wynn (Lew Bookman), Murray Hamilton (la Morte), Dana Dillaway (Maggie).

## Al Denton nel giorno del giudizio
- Titolo originale: Mr. Denton on Doomsday
- Diretto da: Allan Reisner
- Scritto da: Rod Serling

### Trama
In un piccolo villaggio del West vive Al Denton, un ubriacone zimbello di alcuni abitanti del paese, che sta percorrendo la china che lo porterà all'auto-distruzione. Ma un giorno giunge in paese Henry Fate, commerciante ambulante. Egli fa in modo che Al trovi una pistola, attraverso la quale quest'ultimo riesce miracolosamente a vincere il rivale in un duello. Al decide così di curare il proprio aspetto e di cambiare vita. Henry, in seguito, si presenta ad Al quando questo, per non affrontare un secondo duello nel quale è sicuro di soccombere, decide di fuggire. Gli dona un elisir magico, che gli permette di dare le massime prestazioni con le armi da fuoco per un intervallo di dieci secondi. Al beve così la pozione quando si trova faccia a faccia con l'avversario, il quale a sua volta beve chiaramente la stessa pozione. In tal modo i due pistoleri escono dal duello alla pari, con una ferita alla mano che non permetterà più loro di sparare.
- Interpreti: Dan Duryea (Al Denton), Malcolm Atterbury (Henry J. Fate), Martin Landau (Hotaling), Jeanne Cooper (Miss Smith).

## Il sarcofago
- Titolo originale: The Sixteen-Millimeter Shrine
- Diretto da: Mitchell Leisen
- Scritto da: Rod Serling

### Trama
Barbara è una ex-stella di Hollywood ormai fuori dalle scene da alcuni anni che passa il proprio tempo a guardare le pellicole in cui compariva giovane e bella. Nonostante l'aiuto di un amico, che prova a farla tornare a recitare in ruoli minori, Barbara preferirà sognare i tempi che furono e finirà ad immergersi fin troppo nei suoi vecchi film.
- Interpreti: Ida Lupino (Barbara Jean Trenton), Martin Balsam (Danny Weiss), Alice Frost (Sally).
- Musiche di: Franz Waxman.

## La giostra
- Titolo originale: Walking Distance
- Diretto da: Robert Stevens
- Scritto da: Rod Serling

### Trama
Martin è un rappresentante di New York che in un giorno di festa si reca in campagna. Quando la sua auto si ferma ed è costretto a lasciarla per l'intera giornata da un meccanico, Martin ne approfitta per tornare nel paesino dove è nato e cresciuto, situato lì vicino. Una volta arrivato scopre che tutto è fin troppo simile ad allora.
- Interpreti: Gig Young (Martin Sloan), Michael Montgomery (Martin da ragazzo), Ron Howard (bambino).
- Musiche di: Bernard Herrmann.
- Note: recita nell'episodio, ad appena 5 anni di età, Ron Howard, futuro attore e poi regista di fama internazionale.

## La clausola
- Titolo originale: Escape Clause
- Diretto da: Mitchell Leisen
- Scritto da: Rod Serling

### Trama
Walter è un uomo ipocondriaco e terrorizzato dall'idea che il giorno della sua morte sia molto vicino; una sera viene avvicinato dal Diavolo che gli propone di vendere la sua anima in cambio della vita eterna. L'uomo inizia così a tentare i più svariati tipi di suicidio, restando sempre illeso e ottenendo anzi lauti premi assicurativi. Quando però, per disgrazia, sua moglie cade dal tetto ed egli viene condannato all'ergastolo, capirà che la vita eterna può non essere bella quanto sembra.
- Interpreti: David Wayne (Walter), Virginia Christine (Ethel), Thomas Gomez (sig. Cadwallader).

## Solitudine
- Titolo originale: The Lonely
- Diretto da: Jack Smight
- Scritto da: Rod Serling

### Trama
James Corey è condannato per omicidio a 50 anni di reclusione su un asteroide deserto in completa solitudine; solo 4 volte all'anno ha la possibilità di avere contatti umani con tre ufficiali che consegnano i viveri, senza avere la possibilità di fermarsi per più di 15 minuti. Dopo 4 anni Corey non ne può più e ogni giorno medita di farla finita, ma da lì a poco riceve un "pacco speciale" che si rivelerà estremamente prezioso; contiene infatti un androide femminile che gli farà compagnia in tutto.
- Interpreti: Jack Warden (James Corey), John Dehner (Cap. Allenby), Jean Marsh (Alicia).
- Musiche di: Bernard Herrmann.
- Note: non accreditato, del cast di questo episodio ha fatto parte il noto attore Ted Knight, vincitore in seguito di 2 Emmy Award.

## Tempo di leggere

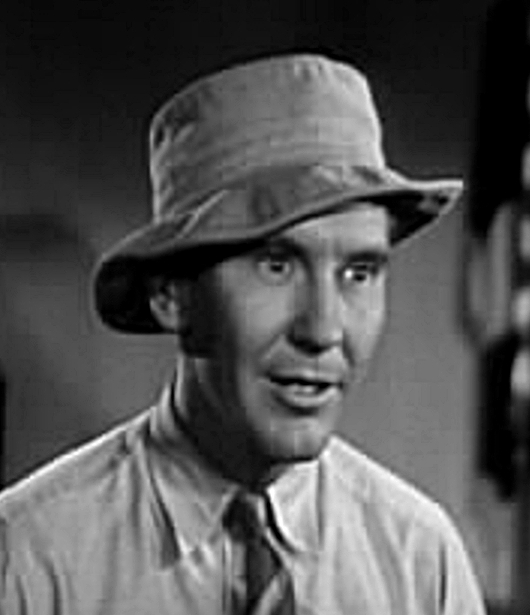
Burgess Meredith: assieme a Jack Klugman sono gli attori che hanno interpretato più episodi della serie, 4 a testa nell'arco delle 5 stagioni

- Titolo originale: Time Enough at Last
- Diretto da: John Brahm
- Scritto da: Lynn Venable, Rod Serling

### Trama
Henry Bemis è un modesto impiegato di banca con una smisurata passione per la lettura, che viene però ostacolata in ogni modo possibile dal suo capo e dalla moglie. Durante la pausa pranzo si rinchiude nella cassaforte della banca per abbandonarsi al suo piacere, ma un brutto giorno, finita la pausa pranzo, non ritroverà più il mondo che aveva lasciato, devastato da una bomba atomica. Nonostante il desolante scenario, troverà un lato positivo in tutto questo, almeno finché ha la possibilità di leggere.
- Interpreti: Burgess Meredith (Henry Bemis), Vaughn Taylor (sig. Carsville), Jacqueline deWit (Helen Bemis), Lela Bliss (cliente della banca)

## Un sogno lungo un attimo
- Titolo originale: Perchance to Dream
- Diretto da: Robert Florey
- Scritto da: Charles Beaumont

### Trama
Edward Hall è un uomo schiavo della sua immaginazione fuori dal comune che si prende gioco di lui in ogni modo: soprattutto durante i suoi sogni a puntate. Dopo giorni d'insonnia si reca da uno psichiatra raccontando la sua storia e rivelandogli che addormentarsi anche solo per un attimo potrebbe rivelarsi fatale.
- Interpreti: Richard Conte (Edward Hall), John Larch (Dott. Rathmann), Suzanne Lloyd (Maya / Sig.na Thomas).
- Note: 1º episodio della serie scritto dallo sceneggiatore Charles Beaumont.

## La notte del giudizio
- Titolo originale: Judgment Night
- Diretto da: John Brahm
- Scritto da: Rod Serling

### Trama
Nel 1942 la nave Queen of Glasgow è appena salpata da Liverpool con destinazione New York in mezzo a una nebbia fittissima. A bordo ci sono pochissimi passeggeri civili e la tensione si taglia a fette per paura di un improvviso e probabile attacco da parte di qualche sottomarino nazista in agguato. Tra i passeggeri c'è anche Carl Lancer, un tedesco vittima di amnesia che sta recuperando la memoria man mano che il viaggio prosegue.
- Interpreti: Nehemiah Persoff (Carl Lanser), Patrick Macnee (Primo Ufficiale), James Franciscus (Ten. Mueller)

## Quando il cielo fu aperto
- Titolo originale: And When the Sky Was Opened
- Diretto da: Douglas Heyes
- Scritto da: Richard Matheson

### Trama
Dopo 31 ore di volo aerospaziale su una navicella X-20, gli astronauti Forbes e Gart atterrano miracolosamente illesi nel deserto e vengono tratti in salvo. Di 24 di quelle 31 ore non ricordano assolutamente niente. Dopo una notte in ospedale Forbes, ai limiti di un'isteria, cerca di convincere il compagno che in realtà sulla navicella erano in tre, c'era anche Harrington, il suo migliore amico, di cui però nessuno sembra più ricordarsi.
- Interpreti: Rod Taylor (Col. Forbes), Jim Hutton (Magg. Gart), Charles Aidman (Col. Harrington).
- Note: Jim Hutton è accreditato come James Hutton.

## Chi troppo vuole
- Titolo originale: What You Need
- Diretto da: Alvin Ganzer
- Scritto da: Rod Serling

### Trama
Fred Renard è un uomo scontroso e arrogante, che con la prepotenza cerca di soddisfare solo i propri interessi personali mirando a una vita fatta di divertimento e lusso. Una sera in un bar incontra un anziano venditore ambulante, un uomo molto particolare che ha il potere di darti in dono quello che più ti serve in quel momento.
- Interpreti: Steve Cochran (Fred Renard), Read Morgan (Lefty), Ernest Truex (Predott).

## Morire in quattro
- Titolo originale: The Four of Us Are Dying
- Diretto da: John Brahm
- Scritto da: George Clayton Johnson e Rod Serling

### Trama
Un uomo che vive di espedienti ha una capacità incredibile: modificando la propria espressione facciale è in grado di assumere le sembianze di chiunque. L'uomo ne approfitta quindi per assumere l'aspetto di un cantante appena morto per sedurre la sua donna, poi, per fare soldi facili, si trasforma in un boss che era stato ucciso da un rivale e infine, per sfuggire agli scagnozzi di questo, diventa un pugile, che ha però un conto in sospeso con il padre...
- Interpreti: Harry Townes (Arch Hammer), Ross Martin (Hammer - Foster), Phillip Pine (Hammer - Sterig), Don Gordon (Hammer - Marshak).
- Musiche di: Jerry Goldsmith.

## Il terzo dal Sole
- Titolo originale: Third from the Sun
- Diretto da: Richard L. Bare
- Scritto da: Rod Serling (tratto da un racconto di Richard Matheson)

### Trama
Il signor Sturka lavora all'interno di una sorta di base militare che compie esperimenti nell'ambito nucleare. Da mesi è a conoscenza di un attacco nucleare nei confronti di una potenza straniera che con tutta probabilità risponderà con gli stessi mezzi provocando la fine del pianeta. A un giorno dall'evento Sturka e la sua famiglia, insieme a due amici, tentano di salvarsi in extremis con una navicella che li porterà su un altro pianeta.
- Interpreti: Fritz Weaver (Sturka), Edward Andrews (Carling), Lori March (Eve).

## Una freccia verso il Sole
- Titolo originale: I Shot an Arrow Into the Air
- Diretto da: Stuart Rosenberg
- Scritto da: Rod Serling

### Trama
Per la prima volta nella storia dell'uomo un velivolo da lui costruito viene lanciato nello spazio, ma dopo poche ore dalla partenza dalla Terra non si hanno più notizie degli otto uomini che fanno parte dell'equipaggio. Quattro di questi sono morti, uno è in fin di vita e i restanti tre superstiti, atterrati su un misterioso e caldissimo asteroide, lottano per sopravvivere. Uno di questi, Corey, comincia a non reggere più la pressione della situazione quando l'acqua comincia a scarseggiare.
- Interpreti: Dewey Martin (Corey), Edward Binns (Col. Donlin), Ted Otis (Pierson).

## L'autostoppista
- Titolo originale: The Hitch-Hiker
- Diretto da: Alvin Ganzer
- Scritto da: Rod Serling (adattato da una storia di Lucille Fletcher degli anni quaranta, The Hitchhiker, da cui Orson Welles aveva già tratto un radiodramma)

### Trama
La ventisettenne Mel Adams deve attraversare gli Stati Uniti da costa a costa con la sua automobile, in direzione Los Angeles. In Pennsylvania le scoppia una gomma e rimane illesa, insieme alla macchina, da un brutto incidente. Da questo momento in poi la paura e l'angoscia accompagneranno il suo viaggio, soprattutto alla vista di un piccolo autostoppista cencioso che compare ad ogni cittadina.
- Interpreti: Inger Stevens (Nan Adams), Leonard Strong (l'autostoppista), Adam Williams (Marinaio).

## La febbre
- Titolo originale: The Fever
- Diretto da: Alvin Ganzer
- Scritto da: Rod Serling

### Trama
I coniugi Gibbs hanno vinto una vacanza a Las Vegas. I sogni di gloria al gioco della moglie vengono a scontrarsi con il solido pragmatismo del marito, convinto che il denaro può essere guadagnato solo con il sudore della fronte, ma il demone del gioco è dietro l'angolo.
- Interpreti: Everett Sloane (Franklin Gibbs), Vivi Janiss (Flora Gibbs), Art Lewis (l'ubriaco).

## L'ultimo volo
- Titolo originale: The Last Flight
- Diretto da: William Claxton
- Scritto da: Richard Matheson

### Trama
William Decker è un militare che, durante la prima guerra mondiale, per sfuggire ai nemici tedeschi entra con il proprio aereo in una nuvola. Una volta uscito dalla nuvola atterra però in una base militare del 1959, dove scoprirà che un suo commilitone del '17, creduto morto, è ormai divenuto un alto comandante e sta proprio per visitare la base.
- Interpreti: Kenneth Haigh (Ten. William Decker), Alexander Scourby (Gen. Harper), Simon Scott (Magg. Wilson).
- Note: 1º episodio della serie scritto dal prolifico Richard Matheson.

## Il testamento purpureo
- Titolo originale: The Purple Testament
- Diretto da: Richard L. Bare
- Scritto da: Rod Serling

### Trama
L'esercito degli Stati Uniti è impegnato sul campo di battaglia delle Filippine. Tra i soldati spicca il tenente William Fitzgerald e il suo strano potere: poter scrutare la morte che incombe sul viso dei suoi compagni di trincea.
- Interpreti: William Reynolds (Ten. William Fitzgerald), Dick York (Cap. Riker), Warren Oates (Autista).

## Tre uomini nello spazio
- Titolo originale: Elegy
- Diretto da: Douglas Heyes
- Scritto da: Charles Beaumont

### Trama
Nel 2185 gli ufficiali spaziali Kirby, Webber e Meier, in seguito a un'avaria della loro navicella, eseguono un atterraggio di fortuna su un pianeta in tutto e per tutto simile alla Terra, ma distante da essa 655 milioni di miglia. Particolarità di questo asteroide è che è popolato da persone completamente immobili, o perlomeno tutti tranne uno.
- Interpreti: Cecil Kellaway (Jeremy Wickwire); Kevin Hagen (Cap. James Webber); Jeff Morrow (Kurt Meyers); Don Dubbins (Peter Kirby).

## Immagine allo specchio
- Titolo originale: Mirror Image
- Diretto da: John Brahm
- Scritto da: Rod Serling

### Trama
La signorina Millicent Burns aspetta all'autostazione il bus che la porterà a Buffalo per un colloquio di lavoro, ma in questo posto le accadono strane cose che le fanno dubitare della sua stessa sanità di mente. In particolare le accade che ovunque si muova le persone le dicono che è già stata in quel posto per fare quelle stesse cose.
- Interpreti: Vera Miles (Millicent Barnes), Martin Milner (Paul Grinstead), Joe Hamilton (il bigliettaio).

## I mostri di Maple Street
- Titolo originale: The Monsters Are Due on Maple Street
- Diretto da: Ron Winston
- Scritto da: Rod Serling

### Trama
In Maple Street una tranquilla comunità cittadina prosegue la propria vita nell'armonia finché uno strano bagliore nel cielo causa il malfunzionamento di qualsiasi apparecchio elettronico, comprese le automobili, provocando l'isolamento totale. Grazie anche ai fumetti letti dal piccolo Tommy, immediatamente scatta la psicosi da mostro e da invasione aliena: ben presto tutti si convincono che tra di loro ci sia un alieno sotto mentite spoglie umane.
- Interpreti: Claude Akins (Steve Brand), Jack Weston (Charlie), Barry Atwater (sig. Goodman).

## L'avventura di Arthur Curtis
- Titolo originale: World of Difference
- Diretto da: Ted Post
- Scritto da: Richard Matheson

### Trama
Arthur Curtis è un uomo d'affari che sta pianificando una vacanza a San Francisco con sua moglie Marian. Dopo essere arrivato nel suo ufficio e aver parlato con la sua segretaria Sally, scopre che il suo telefono non è funzionante e sente qualcuno urlare "stop". Solo allora scopre che il suo ufficio è un set cinematografico. Gli viene detto che Arthur Curtis è semplicemente un ruolo che sta interpretando, e che la sua vera identità è Gerald Raigan, una star del cinema alcolizzata e con una carriera in declino, che si trova nel mezzo di un brutale divorzio da sua moglie Nora che lo odia. Lascia lo studio con Nora, poiché lei vuole altri soldi.
Cerca invano di localizzare la casa di Arthur Curtis e confonde una bambina con sua figlia, spaventandola. Nora lo porta nella loro vera casa. All'interno, incontra il suo agente, che gli dice che se non tornerà a lavorare quel giorno, lo abbandonerà. Curtis continua a protestare di non essere Raigan e cerca di chiamare il suo posto di lavoro, ma l'operatore non riesce a trovarne alcun elenco. Il suo agente crede che Raigan abbia un esaurimento nervoso e gli mostra la sceneggiatura di un film intitolato The Private World of Arthur Curtis. Poi gli dice che il film è stato cancellato a causa del suo sfogo in studio.
Raigan / Curtis si precipita sul set, che viene smantellato, e supplica di non essere lasciato nel mondo indifferente di Gerald Raigan. Curtis riappare nel suo ufficio com'era prima, proprio quando arriva Marian. Sally dà ad Arthur i suoi biglietti aerei. Mentre Arthur sente l'eco dei suoni dello studio, dice a Marian che non vuole mai perderla e che dovrebbero partire immediatamente per le loro vacanze. Nel frattempo, nell'altro mondo, l'agente di Raigan si presenta sul set per scoprire che Raigan è scomparso. Mentre il set viene smantellato, un teaser mostra la scritta "Arthur Curtis" lasciata su un tavolo, in attesa di essere gettata nel cestino della spazzatura. Nell'ultima scena, Curtis e Marian salgono a bordo di un aereo, che prende il volo e svanisce nel cielo.
- Interpreti: Howard Duff (Arthur Curtis), Eileen Ryan (Nora), Frank Maxwell (Marty).

## Lunga vita a Walter Jameson
- Titolo originale: Long Live Walter Jameson
- Diretto da: Anton Leader
- Scritto da: Charles Beaumont

### Trama
Walter Jameson è un professore di storia all'università e le sue lezioni sono tra le più seguite per il grande grado di partecipazione che ci mette il professore nel corso delle sue spiegazioni, al punto che sembra aver vissuto in prima persona le vicende di cui narra. Un suo anziano collega, nonché padre della sua futura moglie, scopre che in effetti è così.
- Interpreti: Kevin McCarthy (Walter Jameson), Edgar Stehli (Prof. Samuel Kittridge), Dodi Heath (Susanna Kittridge), Estelle Winwood (Signorina Bowen).

## Gente come noi
- Titolo originale: People Are Alike All Over
- Diretto da: Mitchell Leisen
- Scritto da: Paul W. Fairman e Rod Serling

### Trama
Alla vigilia di un lancio spaziale verso Marte, i due astronauti Marcuson e Conrad discutono sul viaggio ormai prossimo, con quest'ultimo che esprime al compagno tutti i suoi timori verso nuove forme di vita che si potrebbero incontrare sul pianeta rosso. Marcuson ha una propria teoria secondo cui se Dio ha creato altri esseri viventi su altri pianeti, essi sono uomini come noi.
- Interpreti: Roddy McDowall (Sam Conrad), Paul Comi (Warren Marcusson), Susan Oliver (Ragazzina).

## Esecuzione
- Titolo originale: Execution
- Diretto da: David Orrick McDearmon
- Scritto da: George Clayton Johnson e Rod Serling

### Trama
Nel 1880 il fuorilegge Joe Casswell sta per essere giustiziato quando, ormai penzoloni alla corda, improvvisamente scompare. Il motivo è che nel 1959 uno scienziato ha appena ultimato una macchina del tempo e ha effettuato il suo primo tentativo di riportare ai suoi giorni qualcuno dal passato.
- Interpreti: Albert Salmi (Joe Caswell), Russell Johnson (Prof. J.M. Russel), Than Wyenn (Johnson).

## Il desiderio dei desideri
- Titolo originale: The Big Tall Wish
- Diretto da: Ron Winston
- Scritto da: Rod Serling

### Trama
Bolie Jackson è un vecchio pugile che su tanti ring ha lasciato la sua giovinezza e sulla sua pelle si porta i segni di tanti combattimenti. Con molti acciacchi si appresta a combattere e il suo piccolo amico Harry gli confida che esprimerà il "desiderio dei desideri" per far sì che non si faccia nemmeno un graffio.
- Interpreti: Ivan Dixon (Bolie Jackson), Steven Perry (Henry), Kim Hamilton (Frances).
- Musiche di: Jerry Goldsmith.

## L'altro posto
- Titolo originale: A Nice Place to Visit
- Diretto da: John Brahm
- Scritto da: Charles Beaumont

### Trama
Rocky Valentine, dopo una vita all'insegna del crimine, viene ucciso mentre tenta la fuga dopo una rapina in una gioielleria. Subito dopo la morte va a fargli visita uno strano individuo tutto vestito di bianco, Pip, che esaudisce ogni suo desiderio per quanto riguarda donne, soldi e gioco d'azzardo. Capirà presto che, d'ora in avanti, ogni suo desiderio diverrà realtà, che la cosa gli piaccia o no.
- Interpreti: Larry Blyden (Rocky Valentine), Sebastian Cabot (Pip), John Close (Poliziotto).

## Un incubo dal passato
- Titolo originale: Nightmare as a Child
- Diretto da: Alvin Ganzer
- Scritto da: Rod Serling

### Trama
Helene Foley ha un vuoto di memoria risalente alla notte in cui sua madre è stata uccisa davanti ai suoi occhi, quando aveva solo dieci anni. Diventata maestra elementare, una strana bambina che sembra sapere tutto di lei va a trovarla, facendole vivere un incubo.
- Interpreti: Janice Rule (Helen Foley), Terry Burnham (Markie), Shepperd Strudwick (Peter Selden).
- Musiche di: Jerry Goldsmith.

## Una sosta a Willoughby
- Titolo originale: A Stop at Willoughby
- Diretto da: Robert Parrish
- Scritto da: Rod Serling

### Trama
Gart Williams è un pubblicitario con un capo che da lui vorrebbe "più azione" e con una moglie molto ambiziosa e quindi insoddisfatta del marito. Gart ogni sera, quando torna in treno dal lavoro, sogna di fermarsi a Willoughby, ridente cittadina di fine Ottocento; un giorno, giunto al limite della frustrazione, decide di restare nel paese immaginario...
- Interpreti: James Daly (Gart Williams), Howard Smith (Sig. Mirsell), Patricia Donahue (Jane Williams).

## Miele amaro
- Titolo originale: The Chaser
- Diretto da: Douglas Heyes
- Scritto da: John Collier e Robert Presnell Jr.

### Trama
Roger è un giovane perdutamente innamorato ma per niente ricambiato; un giorno si reca in uno strano emporio in cui gli viene venduta una pozione che farà innamorare di lui la giovane Leila. Dopo sei mesi di matrimonio fin troppo felici, Roger decide di tornare nel negozio per comprare un veleno.
- Interpreti: George Grizzard (Roger), Patricia Barry (Leila), John McIntire (Prof. Deamon).

## Una tromba d'oro
- Titolo originale: A Passage for Trumpet
- Diretto da: Don Medford
- Scritto da: Rod Serling

### Trama
Joey Crown è un trombettista fenomenale, con tutte le potenzialità per diventare il numero uno in città, se non fosse per i suoi gravi problemi con l'alcol che lo portano a vendere anche il suo strumento e a ubriacarsi immediatamente con ciò che ne ha ricavato. La vita però sembra volergli dare una seconda possibilità.
- Interpreti: Jack Klugman (Joey Crown), Mary Webster (Nan), John Anderson (Gabe), Frank Wolff (Baron).

## Il signor Bevis
- Titolo originale: Mr. Bevis
- Diretto da: William Asher
- Scritto da: Rod Serling

### Trama
Il signor Bevis è un inguaribile ottimista e nonostante non se la passi tanto bene si gode la vita ed è felice. In un giorno sfortunato contemporaneamente viene licenziato, sfrattato e la sua vecchia auto viene demolita. Solo il suo angelo custode può dargli una mano.
- Interpreti: Orson Bean (James Bevis), Henry Jones (J. Hardy Hempstead), Charles Lane (Sig. Peckinpaugh).

## Ore perdute
- Titolo originale: The After Hours
- Diretto da: Douglas Hayes
- Scritto da: Rod Serling

### Trama
Marsha White è ai Grandi Magazzini per comprare un ditale d'oro come regalo alla madre per il suo compleanno. Mentre aspetta l'ascensore si aprono le porte di un altro lì accanto ma nessuna delle persone in fila sembra accorgersene tranne Marsha che lo prende e chiede al manovratore dove possa trovare un ditale d'oro. Lui le spiega che un oggetto del genere si trova solo al piano "speciale" ovverosia il nono e quell'ascensore serve unicamente quel piano a differenza degli altri. Mentre l'ascensore sale si vede la freccia sopra la porta d'ingresso indicare i piani che scorrono ma che arrivano soltanto fino all'ottavo. Arrivati, però, al nono Marsha trova solo un ambiente fatiscente e deserto con vetrine e scaffali vuoti, a parte una sola commessa e un solo articolo in vendita, proprio il ditale che stava cercando. La realtà comincerà a sembrare ben diversa da come appare ai suoi occhi.
- Interpreti: Anne Francis (Marsha White), Elizabeth Allen (commessa), James Millhollin (Armbruster).

## L'invincibile Casey
- Titolo originale: The Mighty Casey
- Diretto da: Robert Parrish e Alvin Ganzer
- Scritto da: Rod Serling

### Trama
Una scarsa squadra di baseball ingaggia uno strano tiratore mancino che, grazie alla sua potenza, fa ben presto scalare posizioni in classifica al team. Tuttavia il medico sportivo che lo visita dopo un infortunio scopre che il giocatore è in realtà un robot e minaccia l'allenatore di squalificarlo se esso non verrà dotato di un cuore. Allora lo scienziato creatore del robot decide di dotare l'automa di un cuore, ma questo diventa così sensibile e compassionevole che decide di non umiliare la squadra avversaria perdendo volontariamente la partita di baseball.
- Interpreti: Jack Warden (Coach Mouth McGarry), Robert Sorrells (Casey), Abraham Sofaer (Dott. Stillmam).

## Un mondo su misura
- Titolo originale: A World of His Own
- Diretto da: Ralph Nelson
- Scritto da: Richard Matheson

### Trama
Uno scrittore scopre che, parlando all'interno del proprio registratore, è in grado di far comparire i personaggi dei suoi racconti, ciò provocherà la gelosia della moglie.
- Interpreti: Keenan Wynn (Gregory West), Phyllis Kirk (Victoria West), Mary La Roche (Mary).